# Tim Sebastian
Tim Sebastian (Leipzig, actual Alemania, 17 de enero de 1984) es un futbolista alemán que se desempeña como defensa y que actualmente viste el uniforme del Paderborn en la Regionalliga de Alemania.

## Clubes
| Club            | País     | Año         |
| --------------- | -------- | ----------- |
| Hansa Rostock   | Alemania | 1999 - 2008 |
| Karlsruher SC   | Alemania | 2008 - 2009 |
| Hansa Rostock   | Alemania | 2009 - 2010 |
| RB Leipzig      | Alemania | 2010 - 2016 |
| SC Paderborn 07 | Alemania | 2016 - 2017 |